# Кливленд, Роуз
Роуз Элизабет Кливленд (англ. Rose Elizabeth Cleveland; 13 июня 1846 — 22 ноября 1918) — сестра президента Стивена Гровера Кливленда и Первая леди США с 1885 по 1886 год, общественная деятельница, литератор.

## Биография
Роуз Кливленд родилась в Файеттвилль, Нью-Йорк. В 1853 году переехала в Холланд-Патент, где её отец был пастором пресвитерианской церкви. Получила образование в семинарии Хоутон, где и потом работала учителем некоторое время. Далее преподавала в частной школе в Пенсильвании, а затем снова вернулась в Хоутон. Заботилась о престарелой матери в Холланд-Патенте, вплоть до её смерти в 1882 году. Когда брат был избран президентом, Фрэнсис стала Первой леди.
Когда президент Кливленд женился на Френсис Фолсом, Роуз подала в отставку и начала карьеру в сфере образования. Она стала руководителем института в Лафайетте, Индиана и редактором чикагского журнала «Литературная жизнь».
В возрасте 44 лет Роуз начала лесбийские отношения с богатой вдовой, Эванджелин Симпсон. Их отношения прекратились, когда Симпсон вышла замуж за епископа Миннесоты, Генри Бенджамина Уиппа. Когда в 1910 году епископ умирает, женщины возобновляют отношения и переезжают в Баньи-ди-Лукка, Италия. Там они жили вместе с английским иллюстратором и художником Нэлли Эриксен.

## Смерть
Роуз Кливленд умерла у себя дома 22 ноября 1918 года в 19:32 во время испанского гриппа.  Похоронена на английском кладбище, а спустя 12 лет рядом с ней похоронили Эванджелину.

## Публикации
Кливленд опубликовала в 1885 году лекции и эссе под названием «Поэзия Джорджа Элиота и другие исследования», а в 1886 году роман «Долгий пробег».